# St. Cosmas und Damian (Neunkirchen)

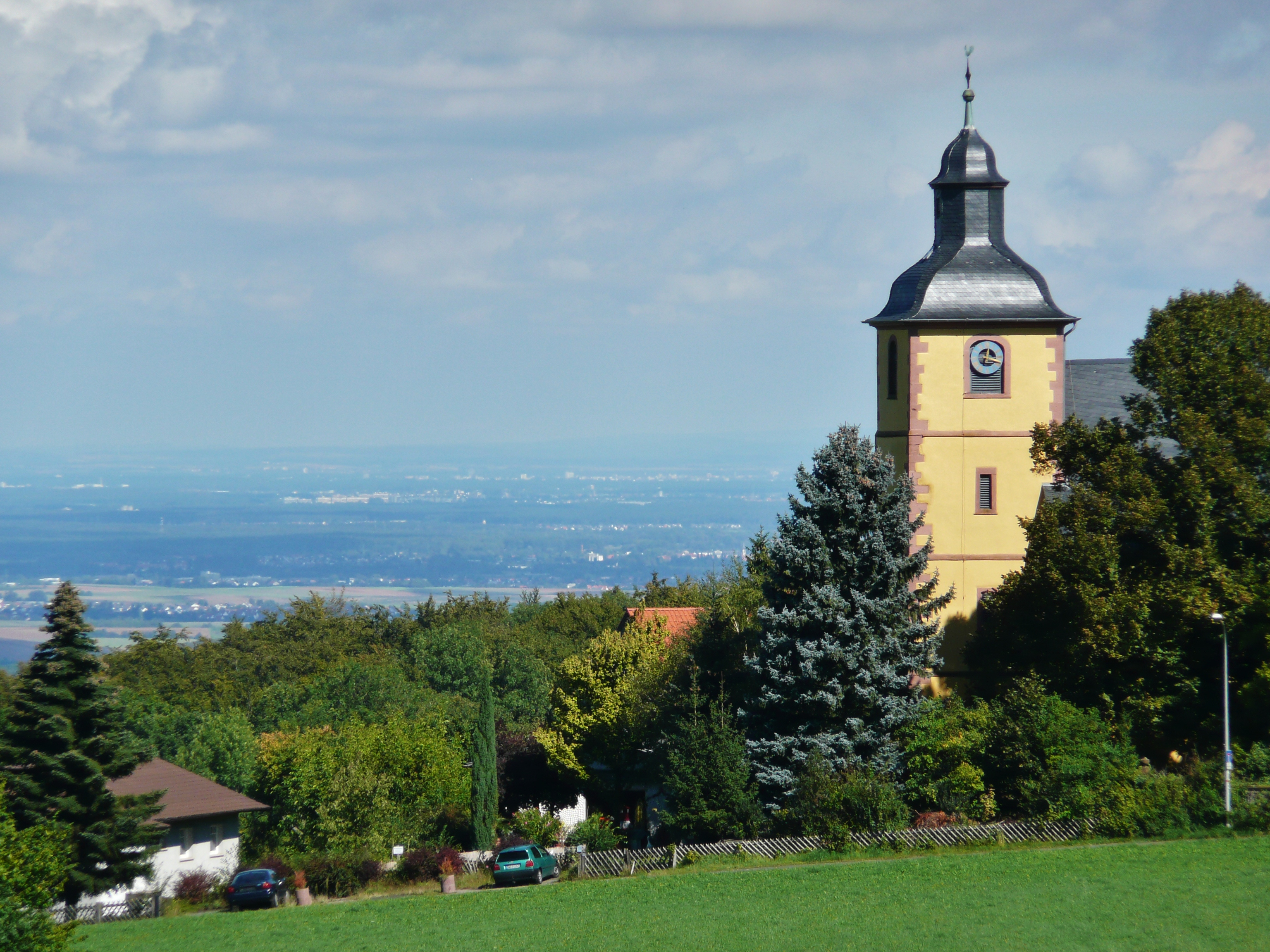
St. Cosmas und Damian, 2011

Die Evangelische Kirche St. Cosmas und Damian ist ein denkmalgeschütztes Kirchengebäude in Neunkirchen, einem Ortsteil von Modautal im Landkreis Darmstadt-Dieburg in Hessen. Die Kirchengemeinde gehört zum Dekanat Vorderer Odenwald in der Propstei Starkenburg der Evangelischen Kirche in Hessen und Nassau.

## Beschreibung
Die ursprüngliche Wallfahrtskirche wurde zwischen 1480 und 1493 zur gotischen Kirche ausgebaut. 1742/43 entstand unter teilweiser Verwendung des Mauerwerks des gotischen Vorgängerbaus eine barocke Querkirche nach einem Entwurf des Pastors und Architekten Johann Conrad Lichtenberg. Der 1487 gebaute Kirchturm im Westen wurde beibehalten. Sein romanisches Erdgeschoss ist mit einem Tonnengewölbe überspannt. 1742 erhielt er eine geschwungene Haube mit Laterne. Im Glockenstuhl hängen fünf Glocken, drei wurden 1797 von Lucas Speck gegossen, eine 1854 von Philipp Heinrich Bach und eine weitere 1925 von einer Glockengießerei in Apolda. Im querorientierten Innenraum wurden 1743 an drei Seiten Emporen eingebaut.